# Ghilad
Ghilad (in ungherese Gilad, in tedesco Gilad o Kilatt) è un comune della Romania di 1819 abitanti, ubicato nel distretto di Timiș, nella regione storica del Banato. 
Il comune è formato dall'unione di 2 villaggi: Gad e Ghilad.
Ghilad è divenuto comune autonomo nel 2004, staccandosi dalla città di Ciacova.